# Albino Coimbra
Albino Coimbra Filho, ou apenas Albino Coimbra, (Corguinho, 23 de março de 1943 — São Paulo, 5 de julho de 2004) foi um advogado, dentista e político brasileiro, outrora deputado federal por Mato Grosso do Sul.

## Biografia
Filho de Albino Soares Coimbra e Luzia de Castro Coimbra. Cirurgião dentista formado na Faculdade de Farmácia e Odontologia de São José dos Campos com especialização em Radiologia Odontológica, concluindo este último em 1966. Nos anos seguintes formou-se advogado estreando na política ao eleger-se vereador em Campo Grande via ARENA em 1976. Durante o mandato foi líder de sua bancada e após a criação de Mato Grosso do Sul no Governo Ernesto Geisel, foi presidente da Câmara Municipal e da União de Vereadores do Estado e professor da Universidade Federal de Mato Grosso do Sul.
Quando Marcelo Miranda renunciou à prefeitura em 1979 para assumir o governo estadual por escolha do presidente João Figueiredo, Campo Grande foi administrada por Albino Coimbra, pois Alberto Cubel Brull, o vice-prefeito eleito em 1976, exercia o mandato de deputado estadual. Exonerado no fim do ano seguinte quando Pedro Pedrossian assumiu o Executivo estadual, Coimbra elegeu-se deputado federal na legenda do PDS em 1982. Como parlamentar votou a favor da Emenda Dante de Oliveira em 1984 e em Paulo Maluf no Colégio Eleitoral em 1985. Disputou novos mandatos pelo PTB nos dois pleitos seguintes, mas como não obteve sucesso encerrou a vida política, embora conservasse a filiação partidária.
Seu irmão, José Coimbra, foi deputado federal por São Paulo.